# Parámetro gravitacional estándar
| Cuerpo   | {\displaystyle \mu } (m3s-2) |
| -------- | ---------------------------- |
| Sol      | 1.327 124 400 18(9)×1020 [ ] |
| Mercurio | 2.2032(9)×1013               |
| Venus    | 3.248 59(9)×1014             |
| Tierra   | 3.986 004 418(9)×1014 [ ]    |
| Marte    | 4.282 837(2)×1013            |
| Júpiter  | 1.266 865 34(9)×1017         |
| Saturno  | 3.793 118 7(9)×1016          |
| Urano    | 5.793 939(9)×1015            |
| Neptuno  | 6.836 529(9)×1015            |
| Plutón   | 8.71(9)×1011                 |

En astrodinámica, el parámetro gravitacional estándar ({\displaystyle \mu \!\,}) de un cuerpo celeste es el producto de la constante de gravitación universal ({\displaystyle G\!\,}) y su masa {\displaystyle M\!\,}:
{\displaystyle \mu =G\cdot M\!\,}
Las unidades del parámetro gravitacional estándar en el Sistema Internacional son m3s-2 aunque frecuentemente se expresa en km3s-2

## Pequeño cuerpo que orbita un cuerpo central
Bajo  las hipótesis estándar de astrodinámica tenemos:
{\displaystyle m_{1}<<m_{2}\!\,}
donde:
- {\displaystyle m_{1}\!\,} es la masa del cuerpo orbitante,
- {\displaystyle m_{2}\!\,} es la masa del cuerpo central,

y el parámetro gravitacional estándar es el del cuerpo mayor.
Para todas las órbitas circulares:
{\displaystyle \mu =rv^{2}=r^{3}\omega ^{2}={\dfrac {4\pi ^{2}r^{3}}{T^{2}}}}
donde:
- {\displaystyle r\!\,} es el radio orbital,
- {\displaystyle v\!\,} es la velocidad orbital,
- {\displaystyle \omega \!\,} es la velocidad angular,
- {\displaystyle T\!\,} es el periodo orbital.

La última ecuación tiene una generalización muy simple para órbitas elípticas: 
{\displaystyle \mu ={\dfrac {4\pi ^{2}a^{3}}{T^{2}}}}
donde:
- {\displaystyle a\!\,} es el semieje mayor de la elipse. Esta es la tercera ley de Kepler

Para todas las trayectorias parabólicas rv2 es constante e igual a 2μ.

## Dos cuerpos orbitándose mutuamente
En el caso más general donde los cuerpos no son necesariamente uno grande y otro pequeño, se definen:
- el vector r es la posición de un cuerpo en relación con el otro
- r, v, y en el caso de una órbita elíptica, el semieje mayor a, se definen respectivamente  (y r es la distancia)
- {\displaystyle \mu ={G}(m_{1}+m_{2})\!\,} (la suma de los dos valores μ)

donde:
- {\displaystyle m_{1}\!\,} y {\displaystyle m_{2}\!\,} son las masa de los dos cuerpos

Entonces:
- Para órbitas circulares {\displaystyle rv^{2}=r^{3}\omega ^{2}={\dfrac {4\pi ^{2}r^{3}}{T^{2}}}=\mu }
- Para órbitas elípticas: {\displaystyle {\dfrac {4\pi ^{2}a^{3}}{T^{2}}}=\mu }
- Para trayectorias parabólicas {\displaystyle rv^{2}} es constante e igual a {\displaystyle 2\mu }
- Para órbitas elíptica e hiperbólicas {\displaystyle \mu } es dos veces el valor absoluto de la energía orbital específica, donde esta última se define como la energía total del sistema dividido por la masa reducida.

## Terminología y precisión
El valor de la Tierra se llama constante gravitacional geocéntrica y es igual a 398 600,441 8 ± 0,000 8 km³s-2. Así que la precisión es de 1/500 000 000, mucho más precisa que las precisiones de G y M por separado (1/7000 cada una). 
El valor del Sol se llama constante heliocéntrica gravitacional y cuyo valor es 1.32712440018×1020 m³s-2.